# Eino Pekkala
Pour les articles homonymes, voir Pekkala.
Eino Oskari Pekkala (né le 29 novembre 1887 à Seinäjoki et mort le 30 septembre 1956 à Helsinki) est un homme politique finlandais,,.

## Biographie

### Années de jeunesse
Eino Pekkala est le fils du forestier Johan Oskari Pekkala et d'Amanda Matilda Grönroos originaire de Sauvo.
En 1888, la famille s'installe à Sysmä, où son père travaille au manoir de Nordenlund.
En 1898, Johan est employé au manoir de Teiskola.
La famille appartient à la classe moyenne, mais seuls les revenus supplémentaires gagnés par la mère en tant que couturière permettent aux enfants d'aller à l'école à Tampere.
Après son diplôme de fin d'études secondaires du lycée de Tampere obtenu en 1906, Eino Pekkala poursuit ses études à l'Université d'Helsinki, où il obtient une licence en 1908 et un diplôme en sciences de l'éducation en 1911.
De 1910 à 1911, Eino Pekkala est directeur du université populaire de Tampere, et de 1912 à 1916 il est professeur d'histoire au lycée d'Hämeenlinna.
Puis il commence à étudier le droit à l'Université d'Helsinki.

### L'après-guerre civile
Pendant la guerre civile finlandaise, Eino Pekkala ne participe pas aux activités des rouges, mais il poursuit ses études à l'université d'Helsinki, obtenant une licence en droit.
Après la fin de la guerre, il fonde avec Väinö Hakkila le Bureau du droit des travailleurs, qui est le principal conseil des prisonniers rouges accusés dans le cadre du droit pénal de l'État.
Contrairement à Väinö Hakkila, Eino Pekkala comprend ceux qui ont tenté la révolution communiste.
Dès le printemps 1919, avec Sulo Wuolijoki et Ivar Lassi, il devient une figure clé de l'opposition gauchiste du Parti social-démocrate, qui deviendra bientôt le Parti socialiste des travailleurs de Finlande (STTP).
En mai 1920, la police interrompt la réunion de fondation du STTP, arrêtant Eino Pekkala et d'autres dirigeants du parti.
En février 1921, il est condamné à un an et demi de prison pour ses activités communistes.
Après sa libération, Eino Pekkala continuera comme avocat et fonde son propre cabinet d'avocats avec Asser Salo en 1926.

### Député
Eino Pekkala est élu député de l'Organisation électorale socialiste des travailleurs et petits agriculteurs (fi) de la circonscription d'Uusimaa du 2 septembre 1927 au 12 juillet 1930.
Dans le cadre de la marche paysanne (fi) du 5 juillet 1930, le groupe de grève du mouvement de Lapua, enlève Pekkala et Jalmari Rötkö lors d'une réunion du Comité constitutionnel afin de faire pression sur le gouvernement.
Ils sont emmenés au siège du mouvement à Lapua et seront remis aux autorités quelques jours plus tard, lorsque le ministre de l'Intérieur Erkki Kuokkanen ordonnera l'arrestation des 23 membres du STPV, soupçonnés de «trahison».
Les activistes du mouvement de Lapua avaient déjà approché Eino Pekkala à deux reprises sur la base des indices qu'ils avaient reçus de la police centrale.
En novembre 1930, la cour d'appel de Turku condamne Eino Pekkala à trois ans de prison pour avoir préparé une trahison d'État.
Dans le même contexte, 45 autres communistes ont aussi été condamnés à diverses peines d'emprisonnement.
En juillet 1933, il participe à une grève de la faim au camp de prisonniers de Tammisaari où il est détenu.
Après sa libération en novembre 1933, Eino Pekkala n'a plus le droit d'avoir des activités politiques et il se concentre sur son travail d'avocat.
Pendant la guerre de continuation, il est avocat de communistes et d'autres opposants àla guerre.
Parmi ses clients se trouvent Pellervo Takatalo, Aimo Rikka et Martta Koskinen, qui ont été condamnés à mort, et Eino Pekkala réussira à commuer les peines de Pellervo Takatalo et d'Aimo Rika en peines de prison à perpétuité,.

### Ministre
Après la  guerre de continuation, Eino Pekkala rejoint le SKDL, qui le nomme membre du tribunal spécial pour les procès pour responsabilité de guerre.
Eino Pekkala est élu député pour le SKDL du 6 avril 1945 au 21 juillet 1948.
Eino Pekkala est ministre de l'Éducation du gouvernement Paasikivi III (28.12.1945–26.03.1946) et ministre de la Justice du  gouvernement Pekkala (26.03.1946–29.07.1948).
Il est grand électeur à l'élection présidentielle de 1950 de Mauno Pekkala.
Après sa carrière de député, Eino Pekkala travaillera à Helsinki en tant qu'avocat jusqu'à sa mort. Il décède à l'âge de 68 ans, en septembre 1956. Pekkala est enterré dans la tombe familiale au cimetière de Malmi.